# Sanyang (köpinghuvudort i Kina, Hubei Sheng, lat 31,32, long 113,18)
Sanyang är en köpinghuvudort i Kina. Den ligger i provinsen Hubei, i den centrala delen av landet, omkring 130 kilometer nordväst om provinshuvudstaden Wuhan. Antalet invånare är 25 735. Befolkningen består av 12 839 kvinnor och 12 896 män. Barn under 15 år utgör 14,0 %, vuxna 15-64 år 74 %, och äldre över 65 år 11,0 %.
Runt Sanyang är det ganska tätbefolkat, med 199 invånare per kvadratkilometer. Närmaste större samhälle är Songhe, 16,3 km sydost om Sanyang. Trakten runt Sanyang består till största delen av jordbruksmark.
Genomsnittlig årsnederbörd är 1 226 millimeter. Den regnigaste månaden är september, med i genomsnitt 179 mm nederbörd, och den torraste är december, med 15 mm nederbörd.